# Michiel Schrier
Michiel Schrier (Vlaardingen, 17 mei 1972) is een Nederlands sociaal psycholoog, politicus en bestuurder. Hij is lid van de SP. Sinds 10 mei 2021 is hij burgemeester van Vlieland.

## Biografie
Schrier is geboren in Vlaardingen en woonde sinds zijn tweede, op een paar uitstapjes in Haarlem, Groningen en Heerenveen na, in Drachten. Hij is in Groningen afgestudeerd als sociaal psycholoog en was onder andere werkzaam als boekenfondscoördinator en docent maatschappijleer in het middelbaar onderwijs en als onderzoeker bij de vakgroep ontwikkelingsneurologie aan het UMCG.
Schrier was in de periodes 2007-2012 en 2014-2015 lid van de gemeenteraad van Smallingerland. Van 2015 tot 2019 was hij lid van de Gedeputeerde Staten van Friesland. Vanaf 2019 was hij lid van de Provinciale Staten en SP-fractievoorzitter van Friesland en ook opnieuw lid van de gemeenteraad en SP-fractievoorzitter van Smallingerland.
Schrier werd op 16 februari 2021 door de gemeenteraad van Vlieland aanbevolen als burgemeester. Hij volgde Tineke Schokker op en werd hiermee de eerste Kroonbenoemde burgemeester die lid is van de SP. Op 6 april 2021 heeft de minister van Binnenlandse Zaken en Koninkrijksrelaties de voordracht overgenomen zodat hij middels koninklijk besluit met ingang van 10 mei 2021 benoemd kon worden. Op die dag werd hij ook geïnstalleerd, in aanwezigheid van de commissaris van de Koning in Friesland, Arno Brok.
Schrier heeft een vrouw, drie kinderen en was tot zijn burgemeesterschap woonachtig in Drachtstercompagnie. Hij is penningmeester van Stichting Kat in Nood.